# Bad Salzig
Bad Salzig ist einer von zehn Ortsbezirken der linksrheinischen Stadt Boppard. Auf der rechten Rheinseite gegenüber ragen die Feindlichen Brüder Burg Liebenstein und Burg Sterrenberg hoch über den Rhein. Bis zum 31. Dezember 1975 war Bad Salzig eine eigenständige Gemeinde.

## Klima
Der Jahresniederschlag beträgt 667 mm.

## Geschichte
Bad Salzig liegt an der historischen Römerstraße, die entlang des Rheins von Mainz über Koblenz nach Köln verlief. Auf einem römischen Stationsverzeichnis von 215 taucht ein Ort Salissone auf, doch ist unklar, ob es sich dabei wirklich um das heutige Bad Salzig handelt. 1859 wurden zwei Meilensteine aus römischer Kaiserzeit (3. Jahrhundert) aus dem Rhein geborgen, die sich heute im Rheinischen Landesmuseum Bonn befinden.
Ein Ort namens Salzachu, genannt in einer Schenkungsurkunde von König Konrad I. an das Stift St. Ursula (bestätigt von Hermann I., Erzbischof von Köln, 922) wird allgemein als erste urkundliche Erwähnung anerkannt.
In den nächsten Jahrhunderten war Salzig Teil des Bopparder Reiches. Als Boppard im Jahr 1327 seine Reichsunmittelbarkeit verlor und durch König Heinrich VII. an seinen Bruder, den Erzbischof Balduin von Trier, verpfändet wurde, gelangte Salzig ebenfalls an das Kurfürstentum. Ende des 15. Jahrhunderts kam es zu erfolglosen Auflehnungen Salzigs gegen die Herrschaft des Kurfürstentums Trier.
Schaden durch Fremdherrschaft erlitt Salzig während des Dreißigjährigen Krieges (1618–1648), beim Einfall der Truppen Ludwigs XIV. in das Rheinland (1688/89) sowie in napoleonischer Zeit (1794–1814).

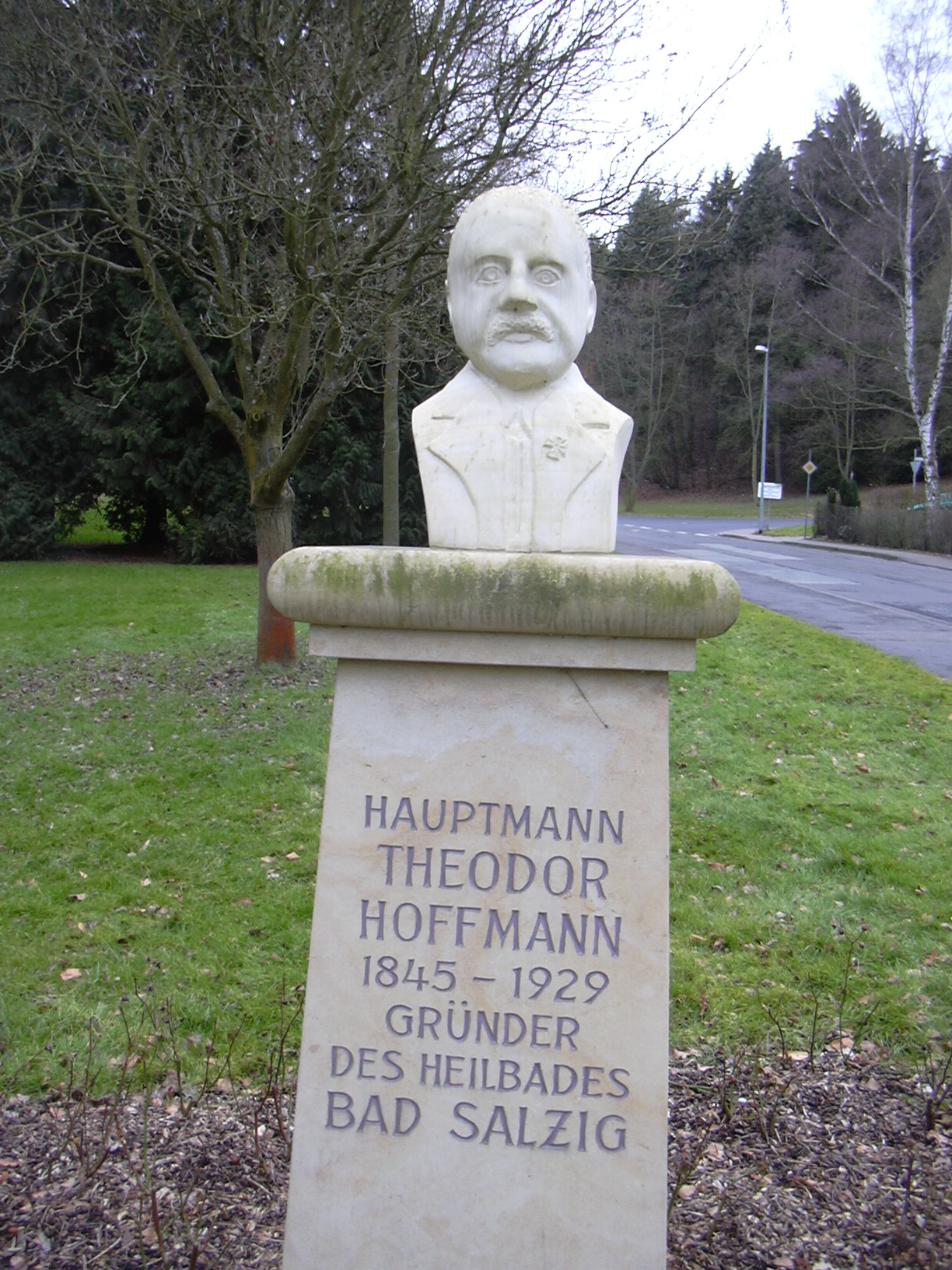
Hauptmann Theodor Hoffmann, Entdecker der Quellen (Büste am Eingang zum Kurpark)

Nach dem Wiener Kongress 1815 fällt die Geschichte von Salzig im Allgemeinen mit derjenigen der preußischen Rheinprovinz (1822) zusammen. Im Besonderen ist als Markstein für die Entwicklung des Ortes die Eröffnung des Kurbetriebes 1907 von Bedeutung. Die salzig-schwefelhaltigen Quellen waren zwar schon seit dem 18. Jahrhundert bekannt, doch erst Hauptmann Theodor Hoffmann, der das Gelände 1899 erworben hatte, gelang es, sie aufzubohren. In 449 m Tiefe konnte nach mehreren Versuchen 28 °C warmes Thermalwasser gewonnen werden. Den Zusatz „Bad“ trägt Salzig aber erst seit 1925. Seit 2003 ist dem Initiator des Bades am Eingang zum Kurpark ein Denkmal gesetzt.
Die Bad Salziger „Nachbarschaften“ bildeten sich bereits im Mittelalter als Hilfe in Notfällen und für sonstige allgemeine Aufgaben im Sinne eines guten Miteinanders. Aufgabe war beispielsweise die Sorge für einwandfreies Trinkwasser. Wohl in den Zeiten der Pest wurde es zu einer Ehrenaufgabe, Verstorbene zu begraben. Nach dem Geist des Mittelalters war die religiöse Bindung hervorgehoben. So wählten die drei Vereinigungen den Nothelfer St. Ägidius (1. Nachbarschaft), den Patron der Weinbauern, den Apostel Johannes (2. NB) und den Pestpatron St. Sebastianus (3. NB) zu ihren besonders verehrten Heiligen, die sie auf ihren Fahnen darstellen. Heute bemühen sich die Nachbarn Im Jahr über um verschiedenste Anliegen innerhalb ihres Wohngebietes, wie beispielsweise dem Blumenschmuck an öffentlichen Stellen, der Verschönerung des Ortsbildes usw. Nach wie vor ist es die Ehrenaufgabe der Nachbarschaft das zu Grabe tragen eines verstorbenen Mitgliedes. Die Nachbarn erfahren durch das „Schabläuten“ und dem nachfolgenden „Klempen“, dass ein Mitglied ihrer Nachbarschaft verstorben ist. Sie folgen bei der Beerdigung der Fahne, tragen den Sarg und beten am Grab für das verschiedene Mitglied. Ältestes Dokument der Nachbarschaften ist die „Ordnung der ersten Nachbarschaft der Gemeinde Salzig, wie sie von unseren Voreltern bis auf uns gekommen ist“ vom 18. Februar 1895. Auszug aus der Ordnung: „Die ganz katholische Gemeinde Salzig hat sich in früher, uns unbekannter Zeit, in drei Nachbarschaften aufgeteilt, um ihre verstorbenen Mitglieder zur Ruhestätte zu tragen und mit Gebet dahin zu begleiten. …. Die sechs jüngsten Mitglieder tragen den Abgeschiedenen. … Die Träger müssen beim Leichenzug mit ihrem besten Anzug bekleidet sein; die ganze übrige Nachbarschaft braucht zwar nicht ihren besten Anzug an zu haben, dürfen aber auch nicht in Werktagskleider kommen …“
Am 31. Dezember 1975 wurde Bad Salzig in die neue Gemeinde Boppard eingegliedert.
Wie auch andere Orte im Mittelrheintal hat Bad Salzig einen starken Bevölkerungsrückgang zu verkraften, vom Spitzenwert 1973 mit 3.424 Einwohnern ist die Einwohnerzahl inzwischen unter 2.500 gesunken.

## Politik

### Ortsbeirat
Der Ortsbeirat in Bad Salzig besteht aus 13 ehrenamtlichen Ratsmitgliedern, die zuletzt bei der Kommunalwahl am 9. Juni 2024 gewählt wurden, und dem ebenfalls ehrenamtlichen Ortsvorsteher als Vorsitzendem.
Die Sitzverteilung im gewählten Ortsbeirat:
| Wahl | SPD | CDU | FDP | BfB * | FWG * | Gesamt   |
| ---- | --- | --- | --- | ----- | ----- | -------- |
| 2024 | 5   | 4   | 0   | 2     | 2     | 13 Sitze |
| 2019 | 4   | 5   | –   | 1     | 3     | 13 Sitze |
| 2014 | 4   | 5   | 0   | 1     | 3     | 13 Sitze |

### Ortsvorsteher
Ortsvorsteher ist Andreas Nick (SPD). Bei der Stichwahl am 16. Juni 2019 setzte er sich mit einem Stimmenanteil von 51,2 % gegen den bisherigen Amtsinhaber Wolfgang Spitz (CDU) durch, nachdem bei der Direktwahl am 26. Mai 2019 keiner der ursprünglich drei Kandidaten die notwendige Mehrheit erreichte. Bei der Direktwahl am 9. Juni 2024 wurde Nick mit 55,2 % bei einem Mitbewerber für weitere fünf Jahre in seinem Amt bestätigt.

## Öffentliche Einrichtungen
Im Ortsbezirk befindet sich eine der drei Grundschulen der Stadt Boppard sowie eine katholische Kindertagesstätte.

## Industrie
Bad Salzig ist Sitz der Sebapharma GmbH & Co. KG, die medizinische Haut- und Körperpflegemittel produziert.

## Verkehr

### Straßenverkehr
Zwischen dem Ortsbezirk Bad Salzig und dem Rhein verläuft die B 9. Diese 1968 gebaute Umgehungsstraße verbesserte die touristische Qualität des Ortskerns durch Entlastung vom Durchgangsverkehr.

### Schienenverkehr

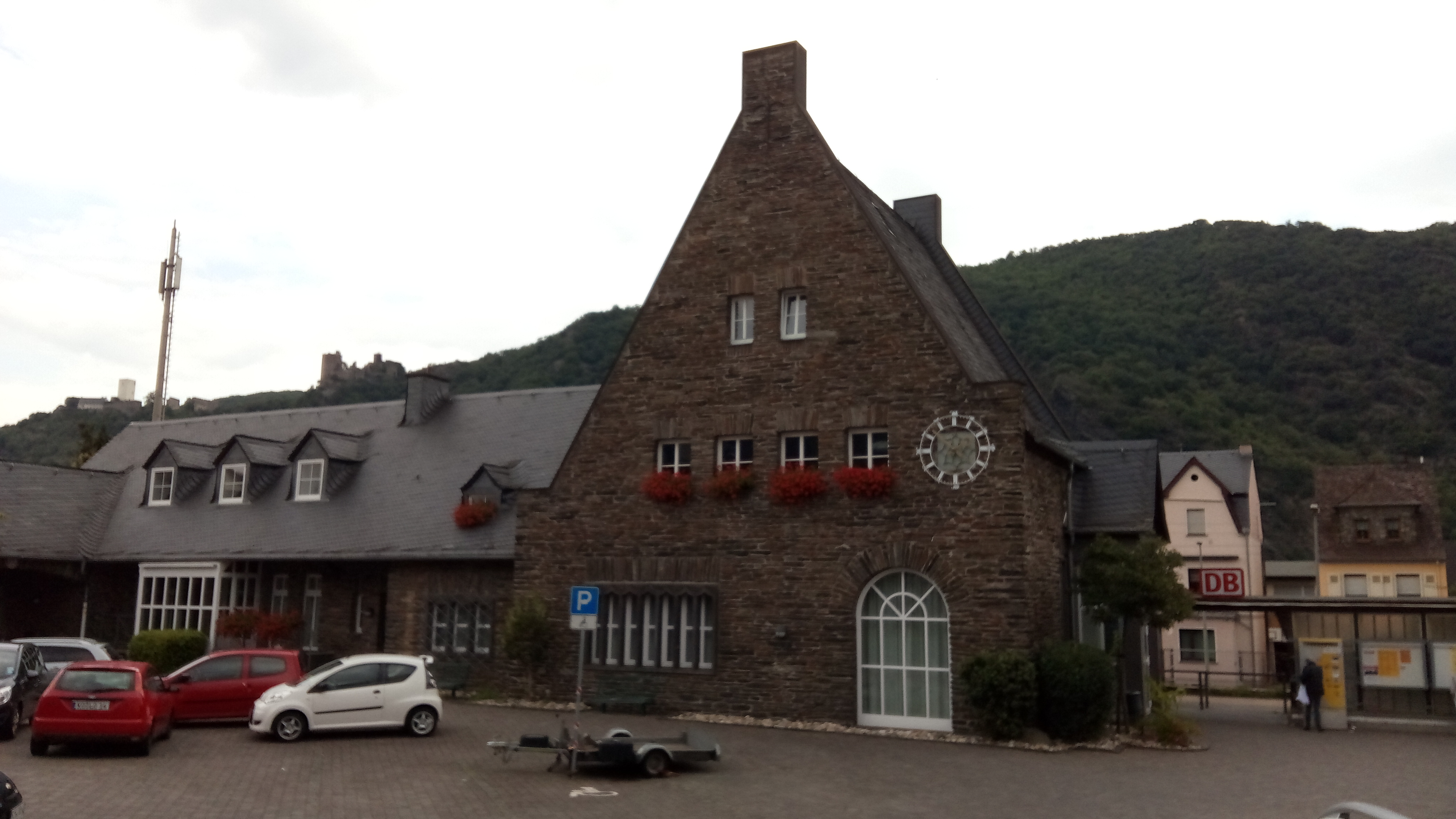
Bahnhof Bad Salzig

Bad Salzig hat den Schienenhaltepunkt Boppard-Bad Salzig an der linken Rheinstrecke. Dieser Haltepunkt wird im Stundentakt von der Nahverkehrslinie RB 26 bedient, die zwischen Mainz und Köln pendelt und somit auch Bad Salzig mit der Kernstadt Boppard verbindet.
| Linie | Verlauf | Takt   |
| ----- | --- | ------ |
| RB 26 | MittelrheinBahn: (Köln/Bonn Flughafen –) (nur im Nachtverkehr) Köln Messe/Deutz – Köln Hbf – Köln West – Köln Süd – Hürth-Kalscheuren – Brühl – Sechtem – Roisdorf – Bonn Hbf – Bonn UN Campus – Bonn-Bad Godesberg – Bonn-Mehlem – Rolandseck – Oberwinter – Remagen – Sinzig (Rhein) – Bad Breisig – Brohl – Namedy – Andernach – Weißenthurm – Mülheim-Kärlich – Koblenz-Lützel – Koblenz Stadtmitte – Koblenz Hbf – Rhens – Spay – Boppard Hbf – Boppard-Bad Salzig – Boppard-Hirzenach – Sankt Goar – Oberwesel – Bacharach – Niederheimbach – Trechtingshausen – Bingen (Rhein) Hbf – Bingen (Rhein) Stadt – Bingen-Gaulsheim – Gau Algesheim – Ingelheim – Heidesheim (Rheinhessen) – Uhlerborn – Budenheim – Mainz-Mombach – Mainz Hbf Stand: Fahrplanwechsel Dezember 2021 | 60 min |

Der Haltepunkt hat zwei Bahnsteiggleise mit 295 m Länge und einer Bahnsteighöhe von 34 cm. Da diese an allen Haltepunkten und Bahnhöfen der linken Rheinstrecke auf 76 cm vereinheitlicht werden soll, hat der Bopparder Stadtrat im Jahr 2011 beschlossen, die Station Bad Salzig in den Folgejahren zu modernisieren und insbesondere die Bahnsteigkante zu erhöhen.
Der Haltepunkt war früher ein Bahnhof. Eröffnet wurde dieser im Jahr 1881. Das Bahnhofsgebäude existiert heute noch und steht unter Denkmalschutz. Es wird als Kultur- und Vereinszentrum genutzt. Im Dachgeschoss des alten Bahnhofs wurde ein Heimatmuseum eingerichtet.

### Schiffsverkehr

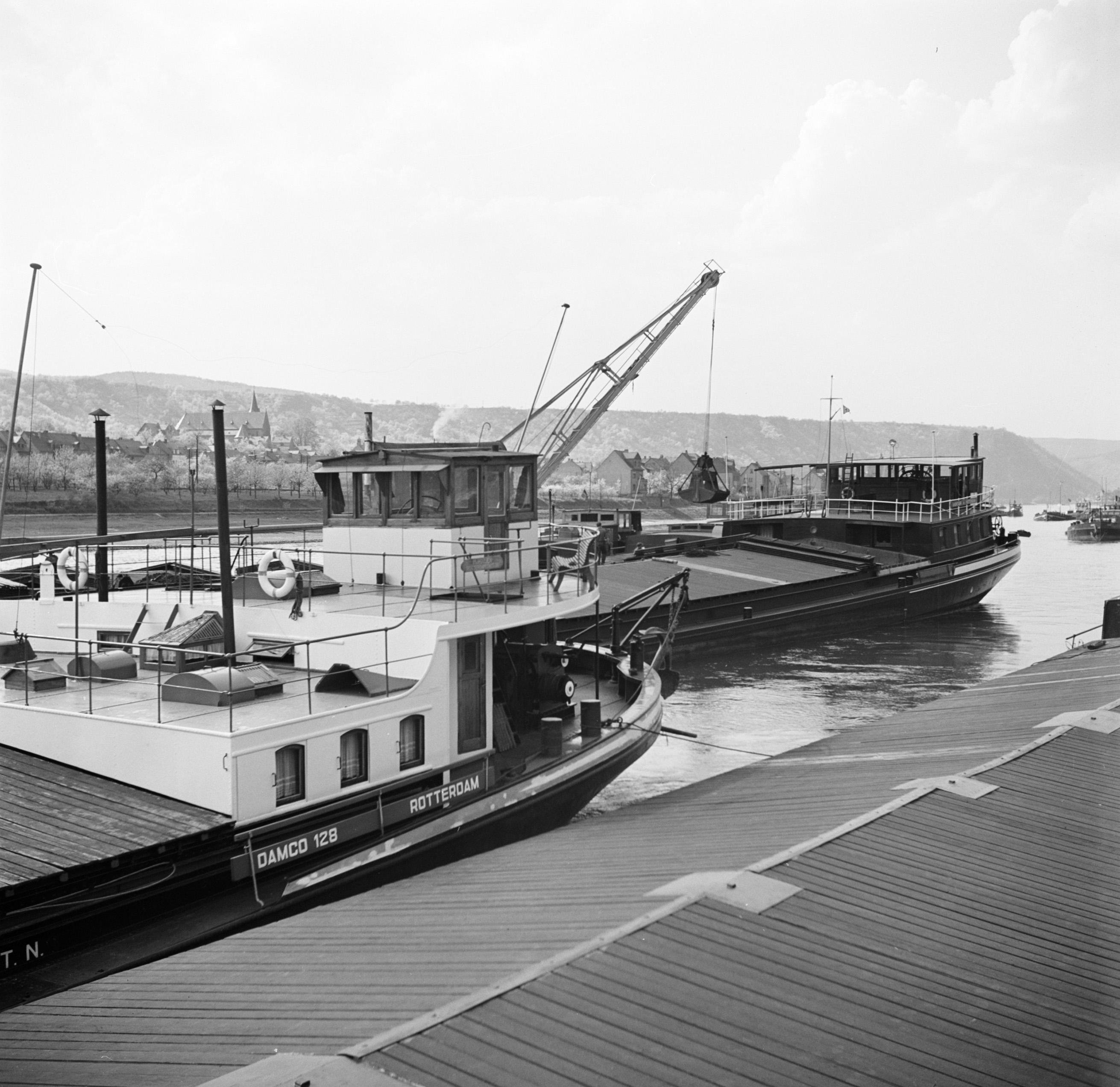
Schiffsleichterung am 1. April 1955

Seit dem 19. Jahrhundert wurde die Reede des Ortes genutzt, an der später bis 1980 die Zollleichterstelle Bad Salzig eingerichtet wurde.
1968 wurde Bad Salzig in die Rheinschifffahrt Köln-Düsseldorfer eingebunden.
Ab Bad Salzig (km 564,3) ist der Rhein in der zweitgrößten CEMT-Wasserstrassenklasse (VIc) eingestuft.

## Sehenswürdigkeiten

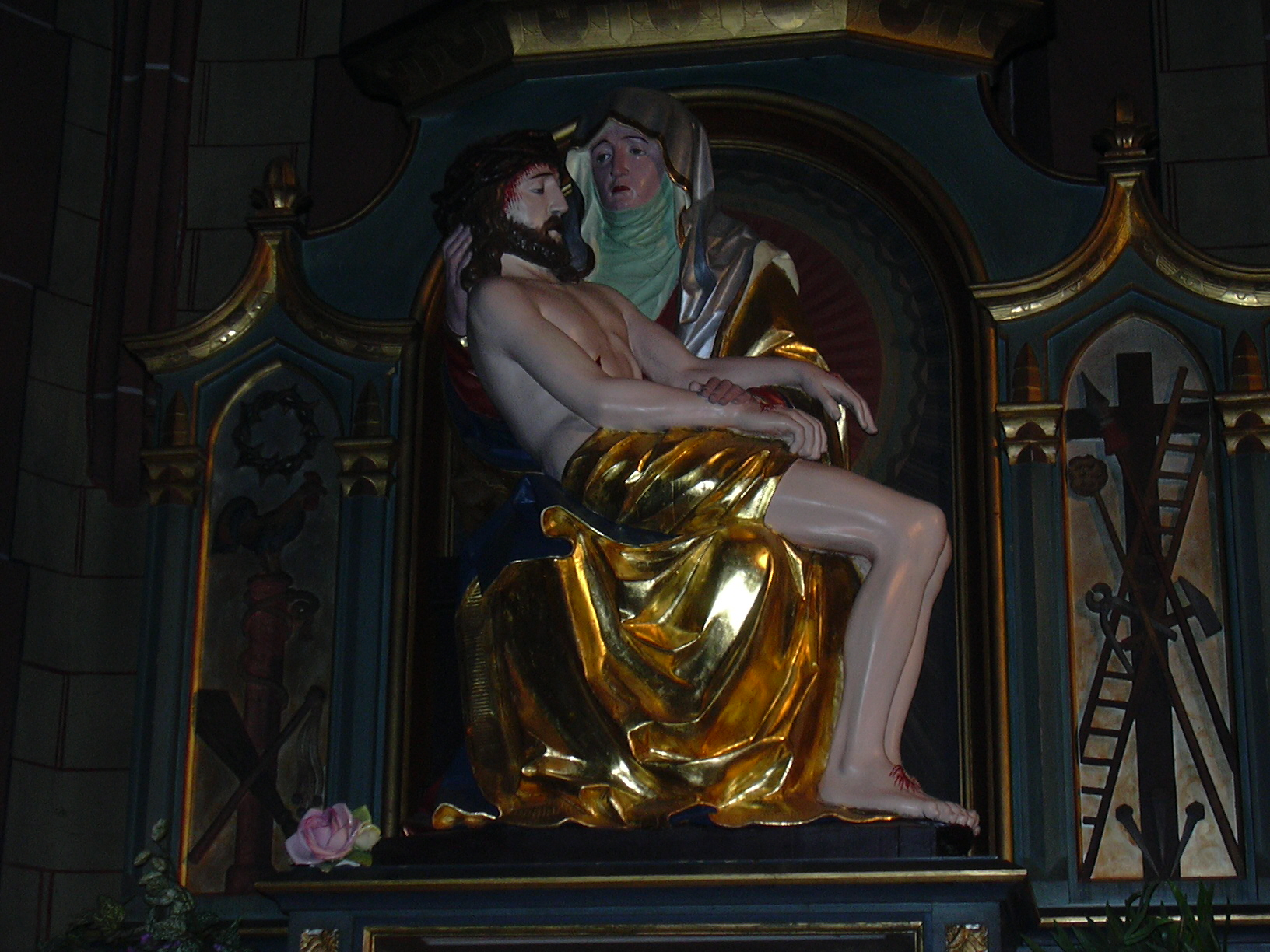
Pietà in St. Ägidius

- Die neogotische Pfarrkirche St. Ägidius, erbaut 1901 unter Verwendung älterer Bausubstanz, geht auf Vorläuferbauten zurück, die bis ins 10. Jahrhundert zurück datiert werden können. Der Schutzpatron, der heilige Ägidius, ist als Holzskulptur aus dem 14. Jahrhundert auf dem Hochaltar mit seinem charakteristischen Attribut, der Hirschkuh, vertreten. Das rechte der drei spätgotischen Glasfenster im Chor stellt ebenfalls den Nothelfer mit dem Tier dar. Auch die beiden anderen Chorfenster (links: Taufe Christi im Jordan, Mitte: Christus zwischen zwei Engeln) stammen aus der gleichen Zeit. Im linken Seitenschiff befindet sich eine Pietà aus der zweiten Hälfte des 15. Jahrhunderts.
- 2008 wurde im Kultur- und Vereinszentrum „Alter Bahnhof“ ein Heimatmuseum eröffnet. Es dokumentiert die Geschichte Bad Salzigs als Wein- und Obstort sowie als Kurbad anhand von Fotos, Schriftstücken und Arbeitsgeräten.

## Wein- und Obstbau
Weinbau an diesem Abschnitt des Mittelrheins ist seit dem Mittelalter bekannt. Während die bekannten Steillagen des Bopparder Hamms (80 % Riesling) Weine erstklassiger Qualität hervorbringen, die regelmäßig prämiert werden, hat sich der Weinbau rund um Salzig nach den Zerstörungen, die die Einschleppung der Reblaus im 19. Jahrhundert mit sich brachte, nicht mehr erholt. Ende des 18. Jahrhunderts hatte ein Inventar des Kurfürstentums Trier über 400.000 Rebstöcke ausgezählt. Ein Koblenzer Weinhandelshaus hatte sowohl Weiß- als auch Rotwein aus Salzig im Angebot. Die Rebsorten sind nicht mehr nachvollziehbar.
Umgestiegen wurde auf Obstanbau, insbesondere Kirschen. In den Jahren von 1948 bis 1960 fand einmal jährlich ein traditionelles Blütenfest mit Blütenkönigin und Umzügen statt. Auch heute noch ist die Kirschblüte im Frühjahr rund um den Ort eine touristische Attraktion. Auf den vom Kurbezirk ausgehenden Wanderwegen durch die Kirschplantagen sind die verwitterten Begrenzungsmauern der einstigen Rebhänge noch erkennbar.

## Kurbad

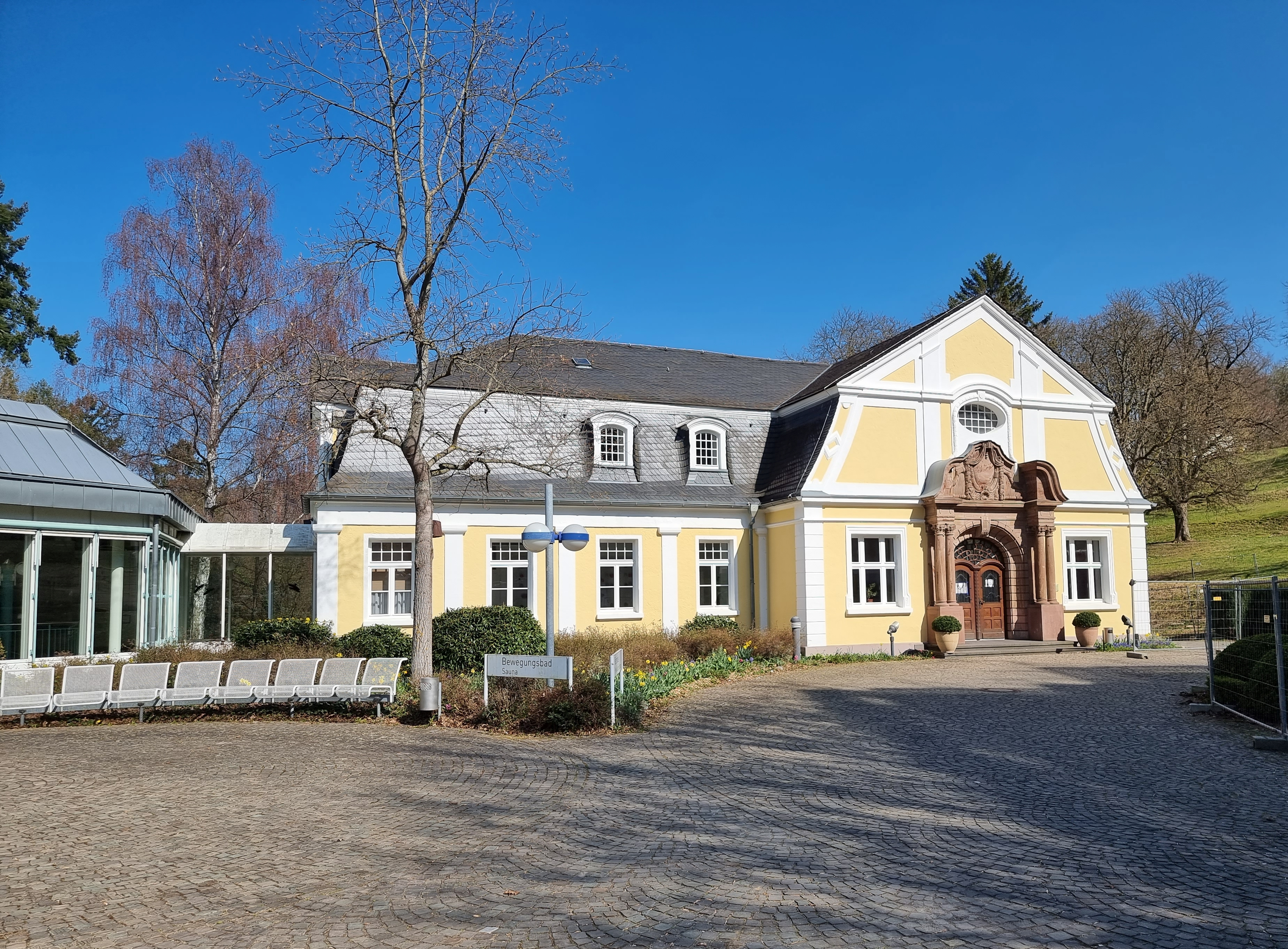
Badehaus aus dem Jahre 1907

Das Heilbad wurde 1907 gegründet, nachdem zwischen 1903 und 1905 zwei Quellen erbohrt wurden.
Aus 446 m Tiefe sprudelt das Heilwasser der kohlensäurehaltigen, alkalisch-muratischen Leonorenquelle (Glaubersalzquelle), das als „Natrium-Chlorid-Hydrogencarbonat-Sulfat-Säuerling“ qualifiziert ist und zu Trinkkuren genutzt wurde. Die zeitgleich erbohrte Barbaraquelle war 280 m tief. Sie ist heute allerdings versandet.
Zum Kurbereich gehörte auch das historische Bäderhaus mit der ehemaligen Trinkhalle, die von der Künstlerin Ursula Bertram neu gestaltet wurde.
Der weitläufige Kurpark mit historischem Baumbestand, Teich und Promenadenwegen gehört heute zur Mittelrhein-Klinik mit Freizeit- und Veranstaltungsangebot für die Patienten, ist aber auch öffentlich zugänglich.
Am Kurpark steht ferner das Park-Hotel, das 1908 von Fräulein Emma Trost für Kurgäste errichtet wurde.
Im Dezember 1955 wurde das ehemalige „Heilbad Salzig“ mit seinem Kurgelände, den Heilquellen und den vorhandenen Bauten von der Landesversicherungsanstalt Rheinland-Pfalz aufgekauft. Um auf dem Gelände eine eigene Klinik zu errichten.
1956 konnten die ersten Patienten für Leber- und Stoffwechselerkrankungen aufgenommen werden.
Die heutige Mittelrhein-Klinik ist eine Fachklinik der Deutschen Rentenversicherung Rheinland-Pfalz für psychosomatische Rehabilitation.
Der Heilquellenschutz der Leonorenquelle lief im Jahr 2004 ab und wurde von der öffentlichen Hand nicht erneuert. Nachdem die Quelle über Jahrzehnte hin verstopft war, trat nur noch wenig Wasser zu Tage. Die Deutsche Rentenversicherung Rheinland-Pfalz ließ die Quelle im Jahr 2011 reinigen. Seitdem bringt die Quelle wieder 3000 Liter in der Stunde hervor.
2021 übernahm die Stadt Boppard die Quelle. Das Quellwasser der Leonorenquelle, das in der Mittelrhein-Klinik nicht mehr zu therapeutischen Zwecken verwendet wird, kann am Brunnenhaus in der Salzbornstraße, in unmittelbarer Nähe der Klinik probiert werden.
Bis zur Bundesgartenschau 2029 ist geplant, eine neue Trinkhalle am Eingang des Kurparks zu errichten.

## Umgebung und Wanderwege

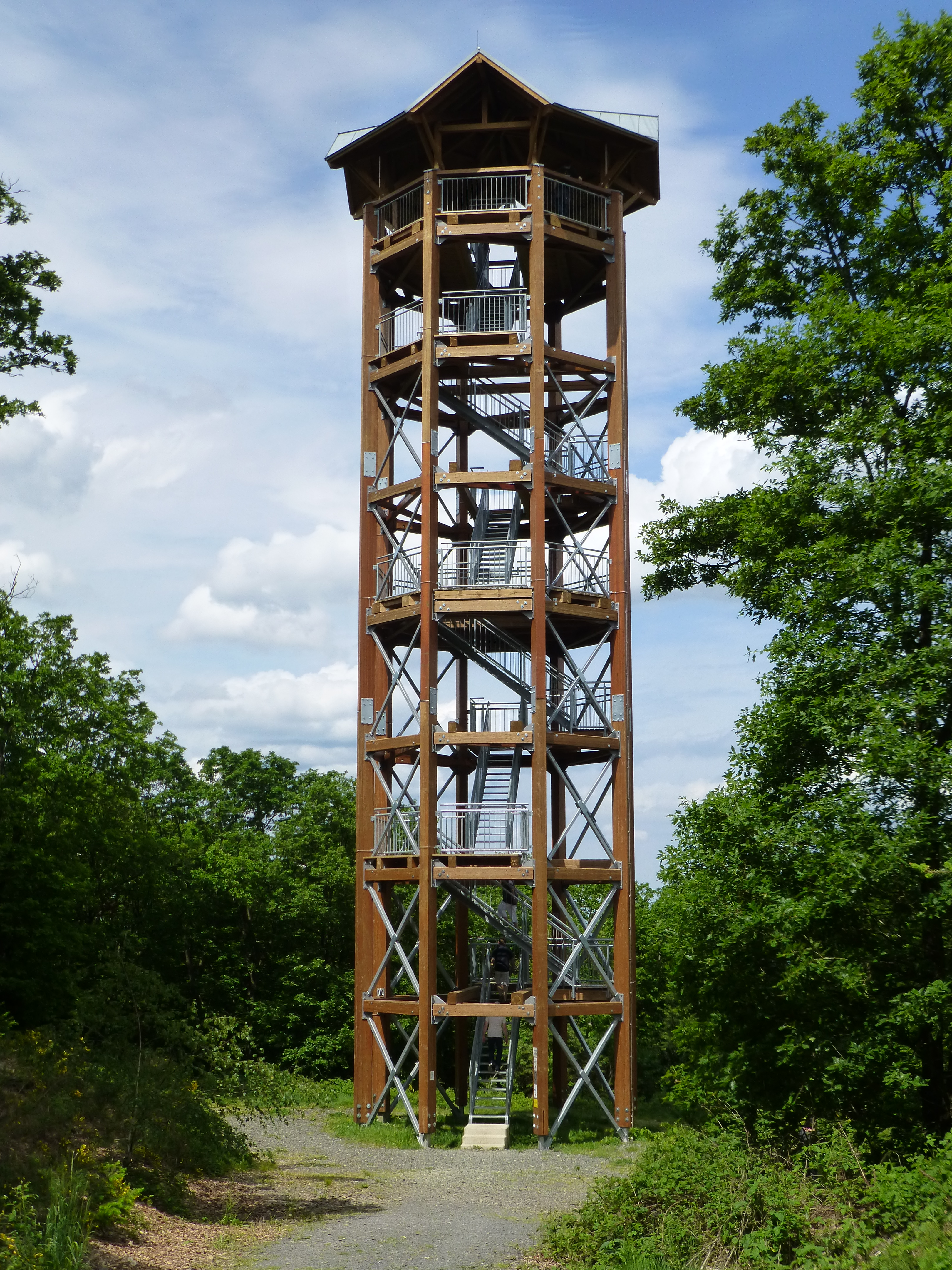
Aussichtsturm Fünfseenblick bei Bad Salzig

Durch den Kurpark von Bad Salzig führt der Rheinburgenweg, der als Strecken-Fernwanderweg sowohl nach Norden Richtung Boppard (Rheinhöhe Eisenbolz mit Kirschbaumplantagen) als auch nach Süden (Streuobstwiesen Richtung Hirzenach) attraktive Aussichtspunkte auf den Rhein, Bad Salzig, die gegenüberliegenden Ortschaften (Kamp-Bornhofen und Kestert) sowie die Feindlichen Brüder anbindet.
Zusätzlich gibt es am Rheinburgenweg vom Kurpark Bad Salzig aus seit Sommer 2012 eine Traumschleife (Rundwanderweg, 10,5 km). Diese geht auf die felsige Hochlay und vorbei am Aussichtspunkt Fünf-Seen-Blick (Rastplatz mit Ruheliege in einer Kurve der von der Fleckertshöhe herunterkommenden Straße) zum 2014 eingeweihten 27,4 m hohen Aussichtsturm Fünfseenblick, weiter bergan über die Fleckertshöhe und wieder abwärts durch Streuobstwiesen in das Weilerbachtal. Am Aussichtspunkt Betende Nonne vorbei und durch die Ortschaft Weiler führt die Schleife oberhalb des Ortskerns von Bad Salzig zurück zum Kurpark.

## Ansichten

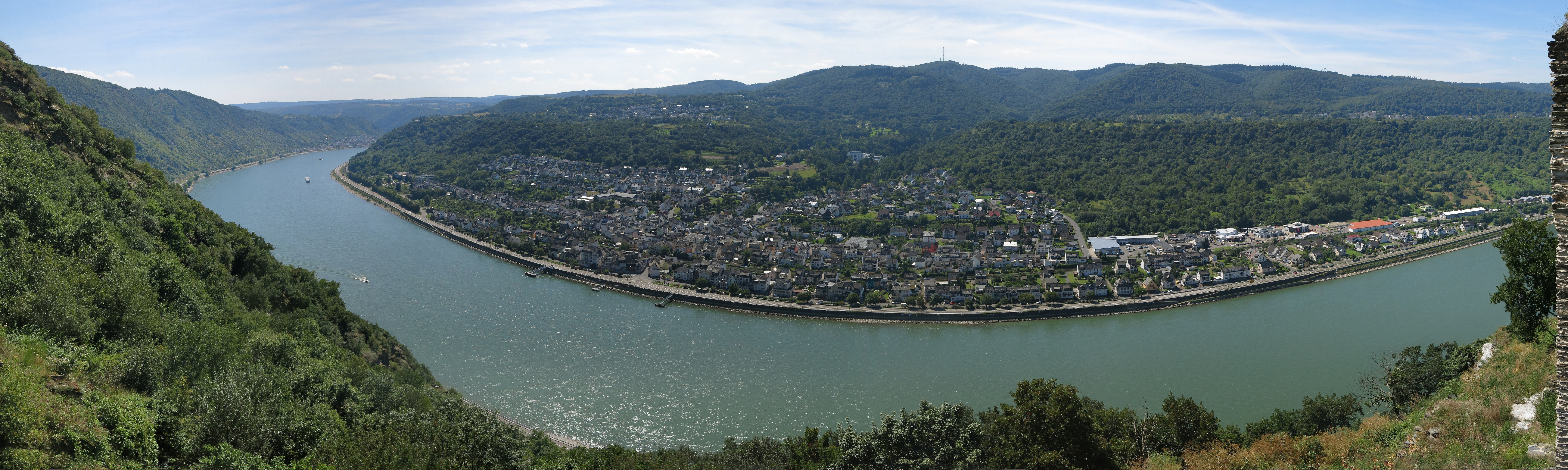
Ausblick von Burg Liebenstein über den Rhein auf Bad Salzig
Blick vom Aussichtsturm Fünfseenblick auf Bad Salzig und Umgebung